# Анке Вільд
Анке Вільд (нім. Anke Wild, 12 жовтня 1967) — німецька хокеїстка на траві.
Срібна призерка Олімпійських Ігор 1992 року.
Срібна призерка Трофею чемпіонів 1991 року.